# Cattedrale di Mende
La cattedrale di Nostra Signora e San Privato (in francese: Cathédrale Notre-Dame-et-Saint-Privat de Mende) è il principale luogo di culto cattolico di Mende, nel dipartimento della Lozère.
La chiesa, sede del vescovo di Mende, è monumento storico di Francia dal 1906.
L'edificio fu fatto erigere da papa Urbano V, nato nei pressi della cittadina. L'edificio, originariamente edificato in stile gotico, fu oggetto di un radicale rifacimento nella prima metà del XVII secolo.